# Луше, Том
Том Луше (фр. Tom Louchet; род. 4 мая 2003, Маноск) — французский футболист, полузащитник юниорской сборной Франции и клуба «Ницца» (с 2023 года).

## Клубная карьера
Родом из Маноска, что во французском регионе Прованс. По национальности алжирец.
Луше провёл свою юношескую карьеру в «Вольксьене», «Маноске», «Виво 04», «Гап Фут 05» и «Истре». В июле 2019 года он стал игроком «Ниццы», где несколько месяцев спустя дебютировал в составе резервной команды в Национальном чемпионате 3.
27 октября 2023 года Луше дебютировал на профессиональном уровне в составе «Ниццы», выйдя на замену на 88-й минуте матча Лиги 1 с «Клермоном», который закончился победой со счетом 1:0. Свой первый гол Том забил 16 декабря 2023 года, когда его клуб переиграл «Гавр» со счетом 3:1.

## Карьера в сборной
Том Луше вызывался в сборную Франции для игроков до 17 лет, сыграв два матча в феврале 2020 года.